# Kees Winkler
Cornelis (Kees) Winkler (Hoorn, 22 mei 1927 - Amsterdam, 1 april 2004) was een Nederlands dichter.
Hij studeerde medicijnen in Amsterdam en maakte in die tijd deel uit van de redactie van het Amsterdamse studentenblad Propria Cures.
Later was hij werkzaam als bibliothecaris op het Herseninstituut van de Universiteit van Amsterdam. 
In 1972 ontving Winkler de Henriette Roland Holst-prijs voor zijn poëtisch werk. In 1985 stelde Winkler de bloemlezing Liefde is het enige. De honderd mooiste liefdesgedichten sinds 1945 samen. Deze bloemlezing haalde binnen enkele jaren drie drukken.

## Dichtbundels (selectie)
- 1960 - Tussen twee oorlogen
- 1967 - Freud is een voyeur
- 1972 - Gedichten
- 1974 - Waar nooit gemaaid wordt
- 1975 - Zeven x vijf, gevolgd door Symfonie nr. 11
- 1977 - Samen (keuze uit de gedichten)
- 1978 - Hoog Soeren (vakantie-rijmcyclus)
- 1979 - Verspreide momenten
- 1979 - Diaspora (keuze uit de gedichten)
- 1982 - Vers uit de veren
- 1982 - De schemering
- 1983 - De twaalfde symfonie: De weg de wereld en het Al
- 1985 - Het lied der dwaze maagden (rijmprent)
- 1985 - Klein heelal
- 1986 - Oude en nieuwe gedichten
- 1989 - Aphrodite (rijmprent)
- 1991 - 13 poèmes / 13 gedichten (bloemlezing uit zijn werk, in het Frans vertaald door Elisabeth Adèr-Winkler)